# Peter Ackroyd
Peter Ackroyd (Londra, 5 ottobre 1949) è uno scrittore britannico.

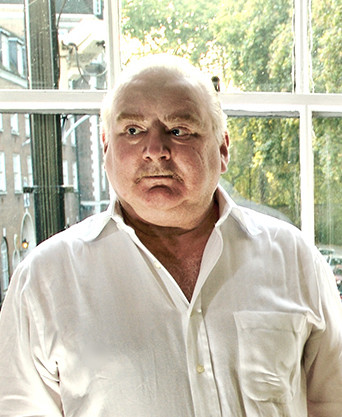
Peter Ackroyd (2007)

È un biografo, romanziere e critico con un particolare interesse nella storia e la cultura di Londra. Per i suoi romanzi sulla storia e cultura inglese e le sue biografie di, tra gli altri, William Blake, Charles Dickens, T.S. Eliot, Charles Chaplin e Tommaso Moro, vinse il Somerset Maugham Award e due Whitbread Awards. È noto per il volume delle opere che ha prodotto, la gamma di stili contenuti, le sue abilità nell'assumere diverse voci e la profondità della sua ricerca.

## Biografia
Nacque a Londra e crebbe con il consiglio comunale di East Acton, in quella che ha descritto come una "severa" famiglia cattolico-romana con sua madre e sua nonna, dopo che suo padre scomparve dalla casa di famiglia. Scoprì di essere omosessuale a 7 anni. Studiò a St. Benedict's, Ealing, e al Clare College, Cambridge, dove si laureò con una doppia laurea in letteratura inglese. Nel 1972 divenne membro della Andrew W. Mellon Foundation all'Università Yale.
Ackroyd ha avuto una lunga relazione con Brian Kuhn, un ballerino americano che incontrò a Yale. Dopo un crollo nervoso alla fine degli anni ottanta si trasferì a Devon con Kuhn. Successivamente, a Kuhn fu diagnosticato l'AIDS e morì nel 1994. Dopo la sua morte Ackroyd tornò a Londra e nel 1999 ebbe un infarto e per una settimana rimase in coma farmacologico.
In un'intervista del 2004, Ackroyd disse di non aver avuto nessun'altra relazione dopo la morte di Kuhn e di "essere molto felice di essere celibe".

### Carriera letteraria
Il risultato della sua comunione con Yale fu Notes for a new Culture, scritto quando aveva solo 22 anni e probabilmente pubblicato nel 1976. Il titolo, un'eco di Notes towards the definition of culture di T.S. Eliot, fu una prima indicazione della propensione di Ackroyd per l'esplorazione e riesaminazione delle opere di altri autori londinesi. Ha lavorato al magazine The Spectator tra il 1973 e il 1977 come editore letterale e divenne caporedattore nel 1978, posizione che mantenne fino al 1982. Lavorò come capo dei critici per il The times e fu un frequente emittente in radio. Dal 1984 è membro della Royal Society of Literature. La sua carriera letteraria iniziò con la poesia. Il suo lavoro in questo campo include opere come London Lickpenny (1973) e The Diversions of Purley (1987). Nel 1982 pubblicò The great fire of London, il suo primo romanzo, che è una rielaborazione del romanzo di Charles Dickens La piccola Dorrit. Il romanzo pone le basi per la lunga sequenza di romanzi che Ackroyd ha prodotto da quel momento, i quali hanno a che vedere in qualche modo con la complessa interazione del tempo e dello spazio che Ackroyd chiama Lo spirito del luogo. Comunque, questa trasformazione in romanziere fu inaspettata. In un'intervista con Patrick McGrath nel 1989, Ackroyd disse:
Nei suoi romanzi spesso mette in contrasto ambientazioni storiche con elementi attuali (The great fire of london, Hawksmoor, The house of Doctor Dee). Molti romanzi di Ackroyd sono ambientati a Londra e hanno a che fare con la natura in continua evoluzione, ma allo stesso tempo ostinatamente costante della città. Spesso questo tema è esplorato attraverso la città degli artisti, specialmente dai suoi scrittori: Oscar Wilde in The last testament of Oscar Wild (1983), un'autobiografia finta di Wilde; Nicholas Hawksmoor, Christopher Wren e John Vanbrugh in Hawksmoor (1985); Thomas Chatterton e George Meredith in Chatterton (1987); John Dee in The House of Dr. Dee (1993); Dan Leno, Karl Marx, George Gissing e Thomas De Quincey in Dan Leno and the Limehouse Golem (1994); John Milton in Milton in America (1996); Charles Lamb in The Lambs of London.
Hawksmoor, vincitore del Whitbread Novel Award e del Guardian Fiction Prize, è stato ispirato al poema di Iain Sinclair Lud Heat(1975), che ipotizzava su un potere mistico dal posizionamento delle sei chiese costruite da Nicholas Hawksmoor. Il romanzo dà ad Hawksmoor un motivo satanico per il posizionamento delle sue costruzioni e crea un omonimo moderno, un poliziotto che indaga su una serie di omicidi. Chatterton (1987), un romanzo similmente stratificato esplora plagio e contraffazione ed è stato selezionato per il Booker Prize. London: The Biography è una discussione estesa e approfondita che riguarda Londra durante gli anni. Nel 1994 lui fu intervistato per quanto riguarda la London Psychogeographical Association nell'articolo per il The Observer, in cui ha sottolineato:
…Così come mi sembra possibile che una strada o una dimora possa materialmente influenzare il personaggio e il comportamento delle persone che ci vivono, non è anche possibile che all'interno di questa città (Londra) e all'interno della sua cultura vi siano modelli di sensibilità o di risposta che persistono dal XIII al XIV secolo e forse anche oltre?»
Nella sequenza London: The Biography (2000), Albion: The Origins of the English Imagination (2002) e Thames: Sacred River (2007), Ackroyd ha prodotto lavori su cosa considera sociologia storica. Questi libri rintracciano tematiche nella cultura inglese e di Londra dal passato antico al presente, attingendo di nuovo alla sua idea favorita di linee di connessioni quasi spirituali radicate nel luogo e che si estendono nel tempo.
Il suo fascino per le figure letterarie e artistiche di Londra è anche esposto nella sequenza di biografie che ha prodotto di Ezra Pound (1980), T.S. Eliot (1984), Charles Dickens (1990), William Blake (1995), Tommaso Moro (1998), Geoffrey Chaucer (2004), William Shakespeare (2005) e J. M. W. Turner. La città stessa si erge a cavallo di tutte queste opere, come nella finzione. Ackroyd fu costretto a pensare a nuovi metodi di scrittura biografica in T.S Eliot quando gli fu detto che non poteva citare per esteso le poesie di Eliot e le lettere inedite.
Dal 2003 al 2005, Ackroyd scrisse una serie di sei libri non-fiction (Voyages Through Time), destinata ai lettori fino agli 8 anni, il suo primo lavoro per bambini. La serie criticamente acclamata, descritta come "non solo spuntini per brevi intervalli di attenzione, ma lo svolgimento di feste che ti lasciano con un senso di meraviglia" da The Sunday Times è una narrativa estesa di periodi chiave nella storia del mondo.
In un'intervista del 2012 con Matthew Stadlen della BBC, quando gli chiese "chi pensi sia la persona che ha avuto un impatto maggiore in tutta la vita di questo paese?", Ackroyd rispose: "Penso che William Blake sia il filosofo o pensatore più potente e il più significativo nel corso della storia inglese." Nella stessa intervista quando chiese cosa lo affascinasse di Londra, Lui disse che ammirava "il suo potere, la sua maestosità, la sua oscurità e la sua ombra". Quando chiese cosa facesse oltre a scrivere, disse " Bevo, niente di più." 
È stato eletto membro della Royal Society of Literature nel 1984 e nominato commendatore dell'Ordine dell'Impero Britannico.

## Opere

### Poesia
- 1971 Ouch!
- 1973 London Lickpenny
- 1978 Country Life
- 1987  The Diversions of Purley and Other Poems

### Narrativa
- 1982 The Great Fire of London
- 1983 The Last Testament of Oscar Wild
- 1985 Hawksmoor
- 1987 Chatterton
- 1989 First Light
- 1992 English Music
- 1993 The Houde of Doctor Dee
- 1994 Dan Leno and the Limehouse Golem (also published as The Trial of Elizabeth Cree)
- 1996 Milton in AMerica
- 1999  The Plato Papers
- 2000 The Mistery of Charles Dickens
- 2003 The Clerkenwell Tales
- 2004 The Lambs of London
- 2006 The Fall of Troy
- 2008 The Casebook od Victor Frankenstein
- 2009 The Canterbury Tales-A Retelling
- 2010 The Death of King Artrur: The Immortal Legeng- A Retelling
- 2013 Three Brothers

### Saggistica
- 1976 Notes for a New Culture: An Essay on Modernism
- 1979 Dressing Up: Transvestism and Drag, the History of an Obsession
- 1980 Ezra Pound and His World
- 1984 T. S. Eliot
- 1987 Dickens' London: An Imaginative Vision
- 1989 Ezra Pound and his World
- 1990 Dickens
- 1991 Introduction to Dickens
- 1995 Blake
- 1998 The Life of Thomas More
- 2000 London: The Biography
- 2001 The Collection: Journalism, Reviews, Essays, Short Stories, Lectures
- 2002 Dickens: Public Life and Private Passion
- 2002 Albion: The Origins of the English Imagination
- 2003 The Beginning
- 2003 Illustrated London
- 2004 Escape From Earth
- 2004 Ancient Egypt
- 2004 Chaucer (Penguin Classics' "Brief Lives" series)
- 2005 Shakespeare: The Biography
- 2005 Ancient Greece
- 2005 Ancient Rome
- 2005 Turner Brief Lives
- 2007 Thames: sacred river
- 2008 Coffee with Dickens (with Paul Schlicke)
- 2008 Newton (Penguin Classics' "Brief Lives" series)
- 2008 Poe: A Life Cut Short
- 2009 Venice: Pure City
- 2010 The English Ghost
- 2011 London Under
- 2011 The History of England, v. 1, Foundation
- 2012 Wilkie Collins (Penguin Classics' "Brief Lives" series)
- 2012 The History of England, v. 2, Tudors
- 2014 The History of England, v. 3, Civil War (also available as Rebellion: The History of England from James I to the Glorious Revolution)
- 2014 Charlie Chaplin
- 2015 Alfred Hitchcock
- 2016 The History of England, v. 4, Revolution
- 2017 Queer City
- 2018 The History of England, v. 5, Dominion

### Televisione
- 2002 Dickens (BBC)
- 2004 London (BBC)
- 2006 The Romantics (BBC)
- 2007 London Visions (BBC)
- 2008 Peter Ackroyd's Thames (ITV)
- 2009 Peter Acroyd's Vence (BBC)

## Premi e riconoscimenti
- 1984 Fellow of the Royal Society of Literature
- 1984 Heinemann Award (joint winner) for T. S. Eliot
- 1984 Somerset Maugham Award for The Last Testament of Oscar Wilde
- 1984 Whitbread Biography Award for T. S. Eliot
- 1985 Guardian Fiction Prize for Hawksmoor
- 1985 Whitbread Novel Award for Hawksmoor
- 1988 Booker Prize for Fiction – nomination (shortlist) for Chatterton
- 1998 James Tait Black Memorial Prize (for biography) for The Life of Thomas More
- 2001 South Bank Show Annual Award for Literature for London: The Biography
- 2003 British Book Awards Illustrated Book of the Year (Illustrated London shortlisted)
- 2003 Commander of the Most Excellent Order of the British Empire (CBE)
- 2006 Foreign Honorary Member of the American Academy of Arts and Sciences
- 2006 Honorary Doctor of Letters (D.Litt) from Brunel University